# Mariko Yoshida (volley-ball)
Pour les articles homonymes, voir Mariko Yoshida.
Mariko Yoshida (吉田真理子, Yoshida Mariko), née le 27 juillet 1954 dans la préfecture de Saitama (Japon), est une joueuse de volley-ball japonaise.
Elle fait partie de la sélection nationale japonaise sacrée championne olympique aux Jeux d'été de 1976 à Montréal.

## Palmarès
- Jeux olympiques (1)
  - Vainqueur : 1976

- Championnat du monde 
  - Finaliste : 1978

- Coupe du monde (1)
  - Vainqueur : 1977